# Calcaxonia
Calcaxonia es un suborden de gorgonias marinas que pertenecen al orden Alcyonacea, dentro de la clase Anthozoa. 
Enmarcadas comúnmente entre los corales blandos, ya que carecen de esqueleto calcáreo, como los corales duros del orden Scleractinia, por lo que no son hermatípicas. 
Forman colonias de pólipos, con estructuras semirrígidas, aplanadas, en forma de abanico o pinnadas. Las estructuras carecen de núcleo central hueco, como las del suborden Holaxonia y tienen ramas compuestas de espículas de calcita y/o preferentemente, una sustancia córnea proteínica llamada gorgonina.
Son octocorales cuya alimentación es tanto fotosintética, por medio de las algas simbiontes zooxantelas en algunos géneros, o atrapando plancton con los ocho tentáculos de sus pólipos autozoides. También se alimentan por absorción de materia orgánica disuelta en el agua, mediante su otro tipo de pólipos: los sifonozoides, encargados de bombear agua por la estructura de la colonia.
Este suborden contiene familias que se hallan en aguas del Pacífico, el océano Índico, y el Atlántico.

## Familias
Calcaxonia comprende las siguientes familias:
- Chrysogorgiidae. Verrill, 1883
- Ellisellidae. Gray, 1859
- Ifalukellidae. Bayer, 1955
- Isididae. Lamouroux, 1812
- Primnoidae. Gray, 1857

## Galería

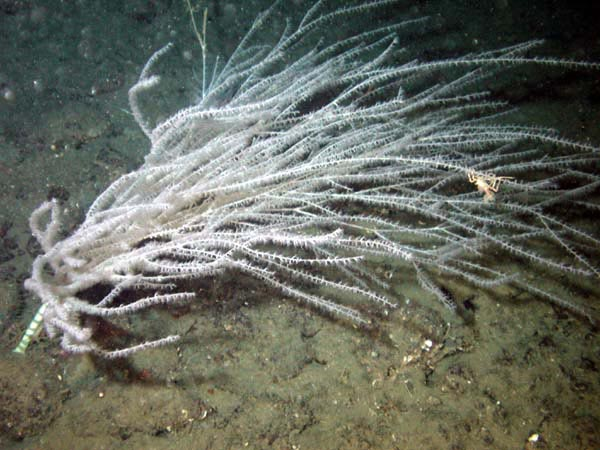
Acanella sp. Golfo de México.
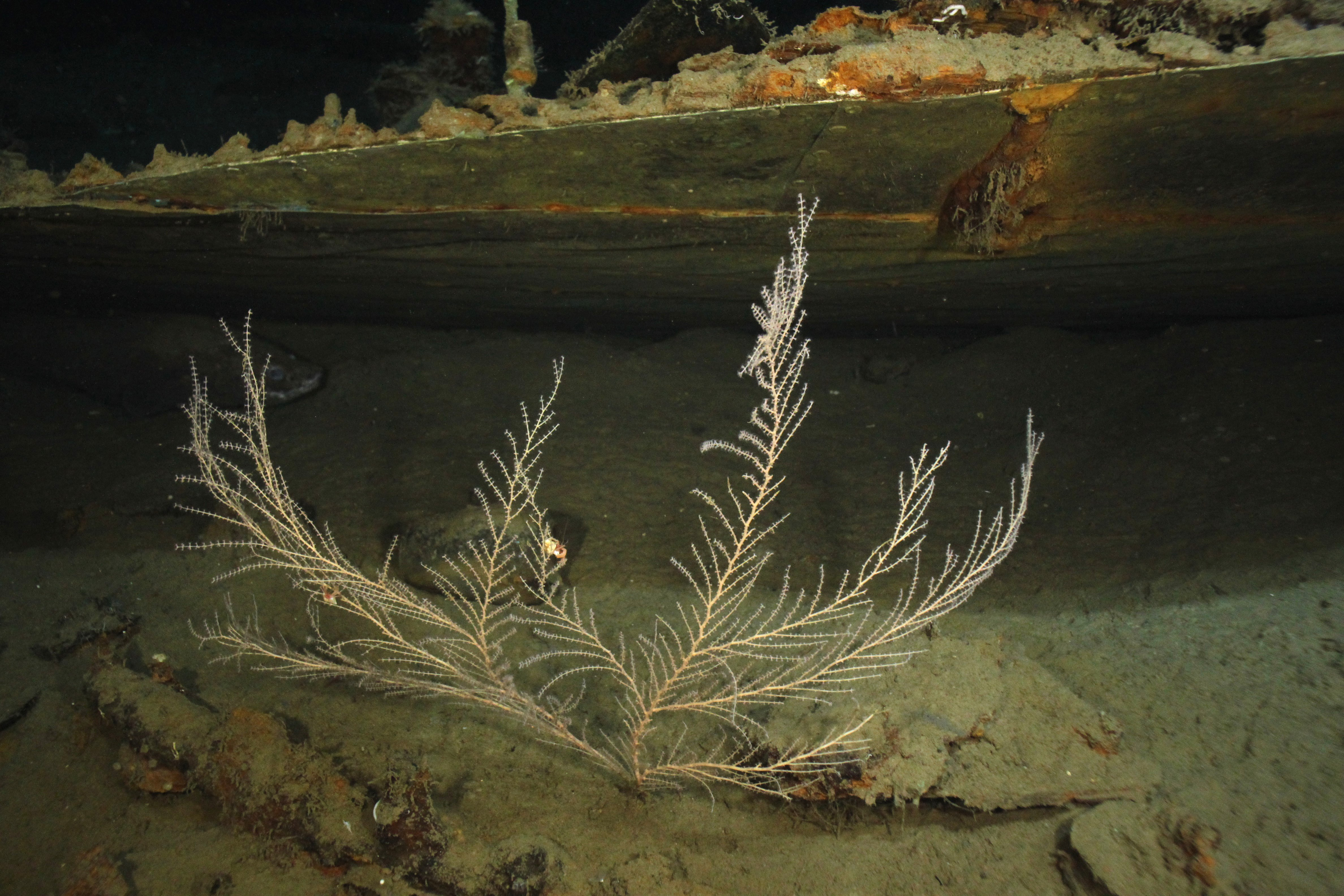
Callogorgia. Golfo de México
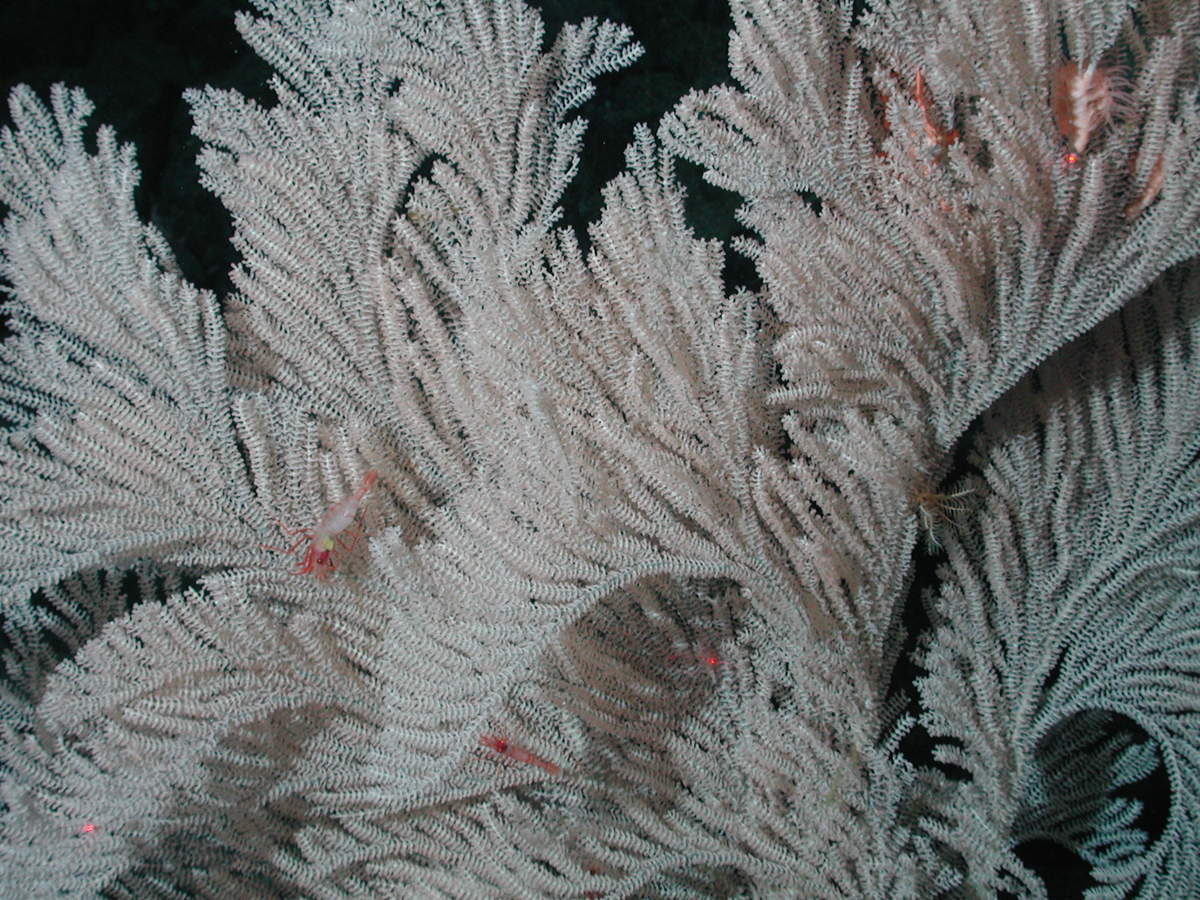
Calyptrophora sp. a 1570 m en la montaña marina de Davidson
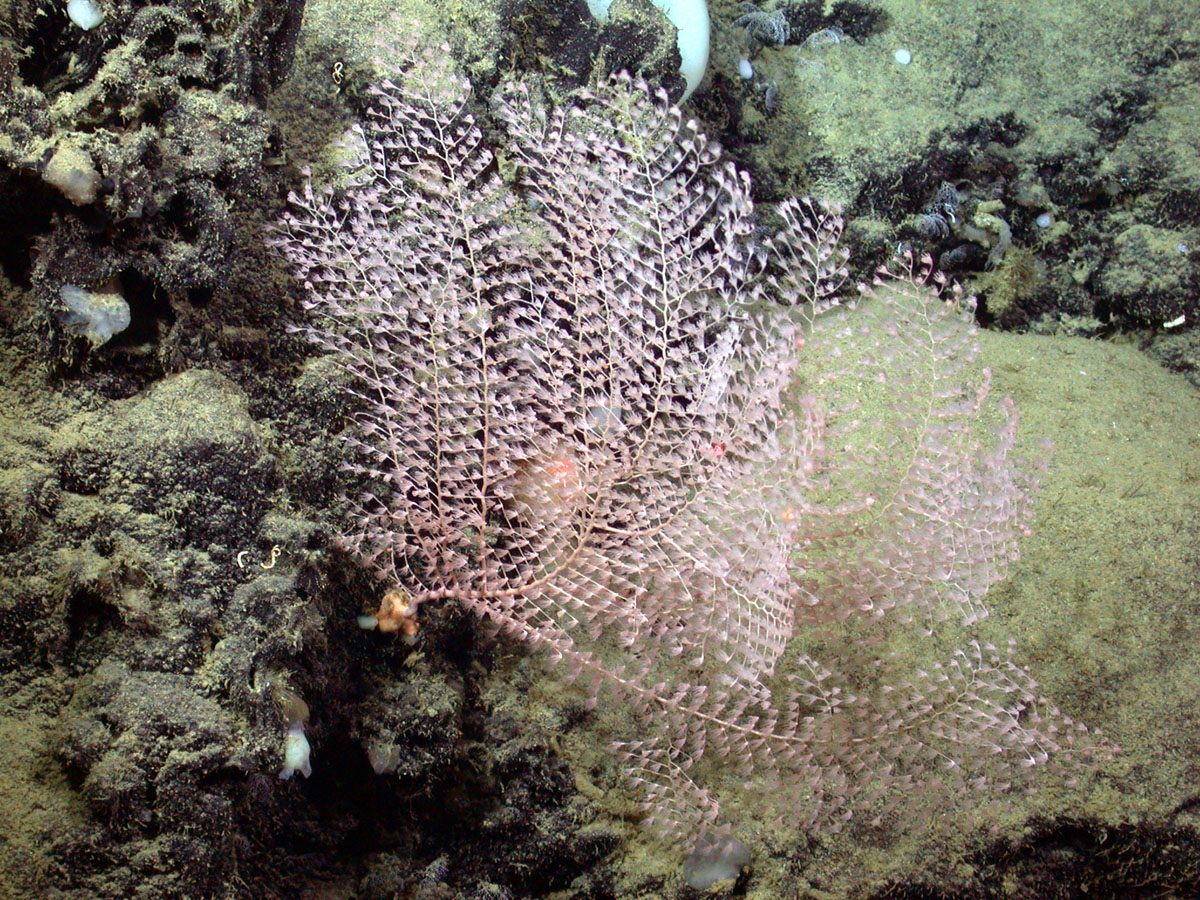
Chrysogorgia pinnata. a 3.144 m en la montaña marina de Davidson
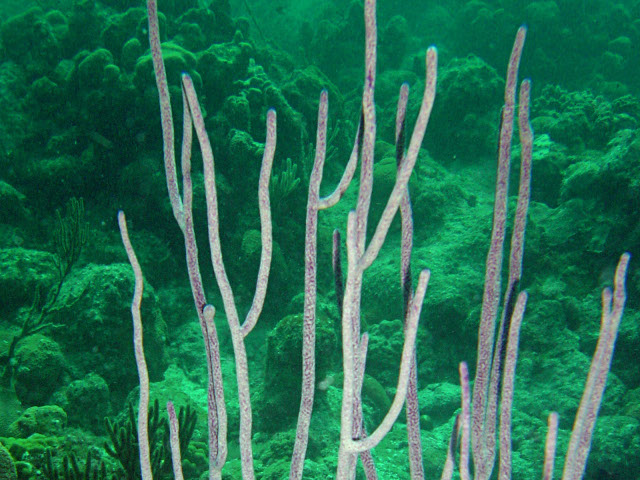
Ellisella elongata. Pinar del Río. Cuba
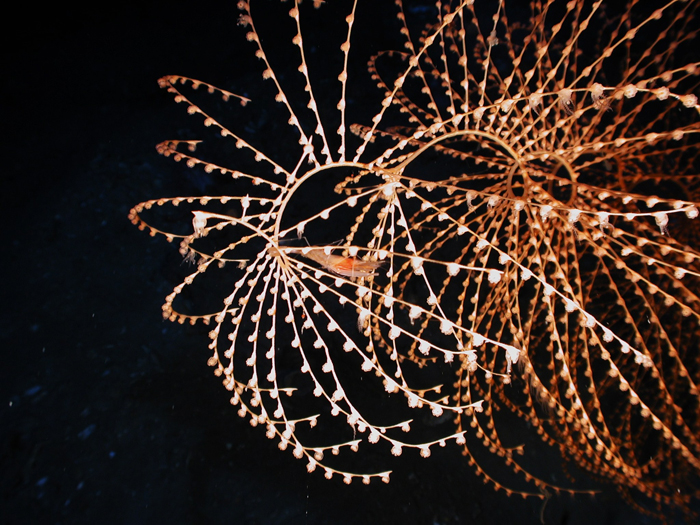
Iridigorgia sp.
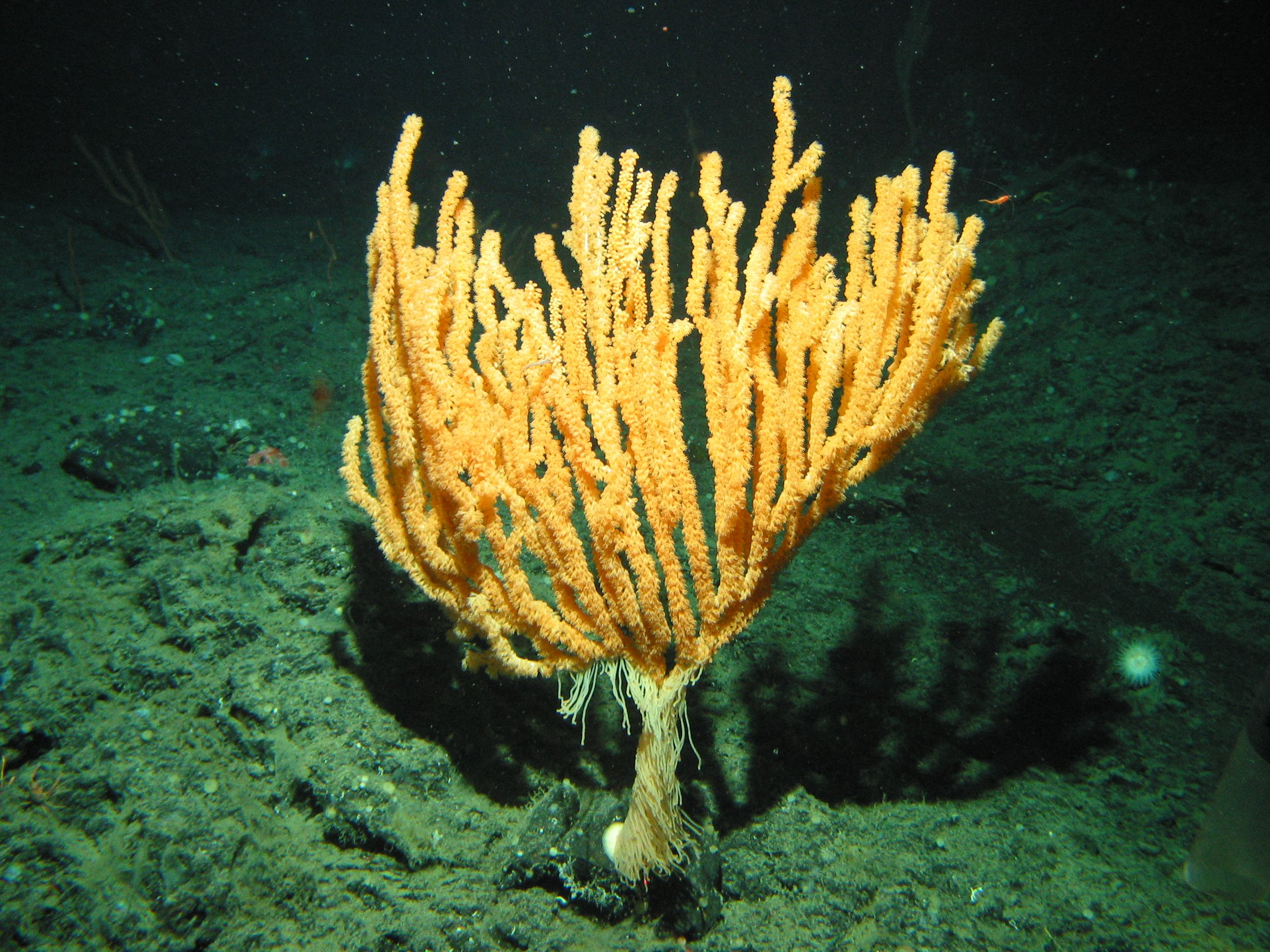
Isidella tentaculum a 800 m en la montaña marina de Dickins, Golfo de Alaska
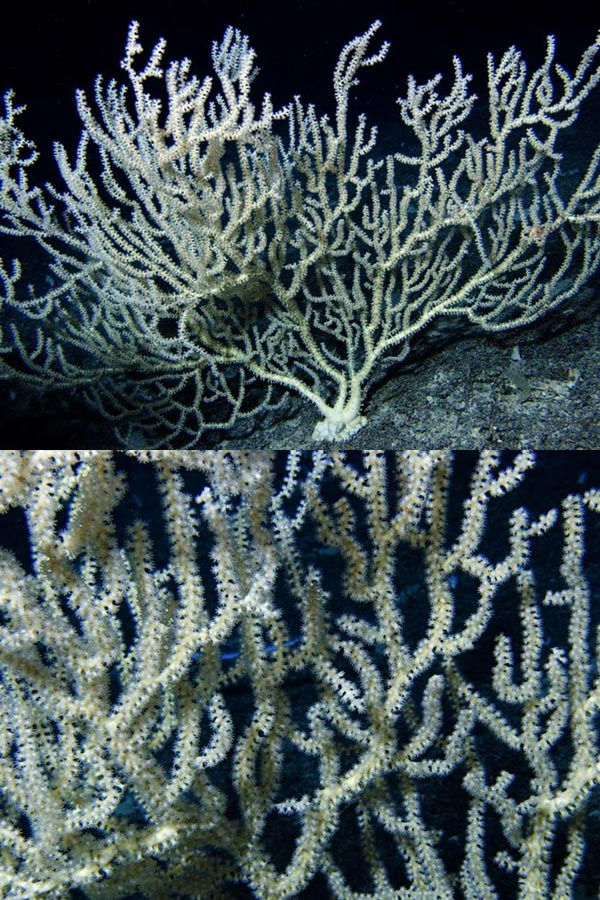
Keratoisis flexibilis. Miami, EE.uu.
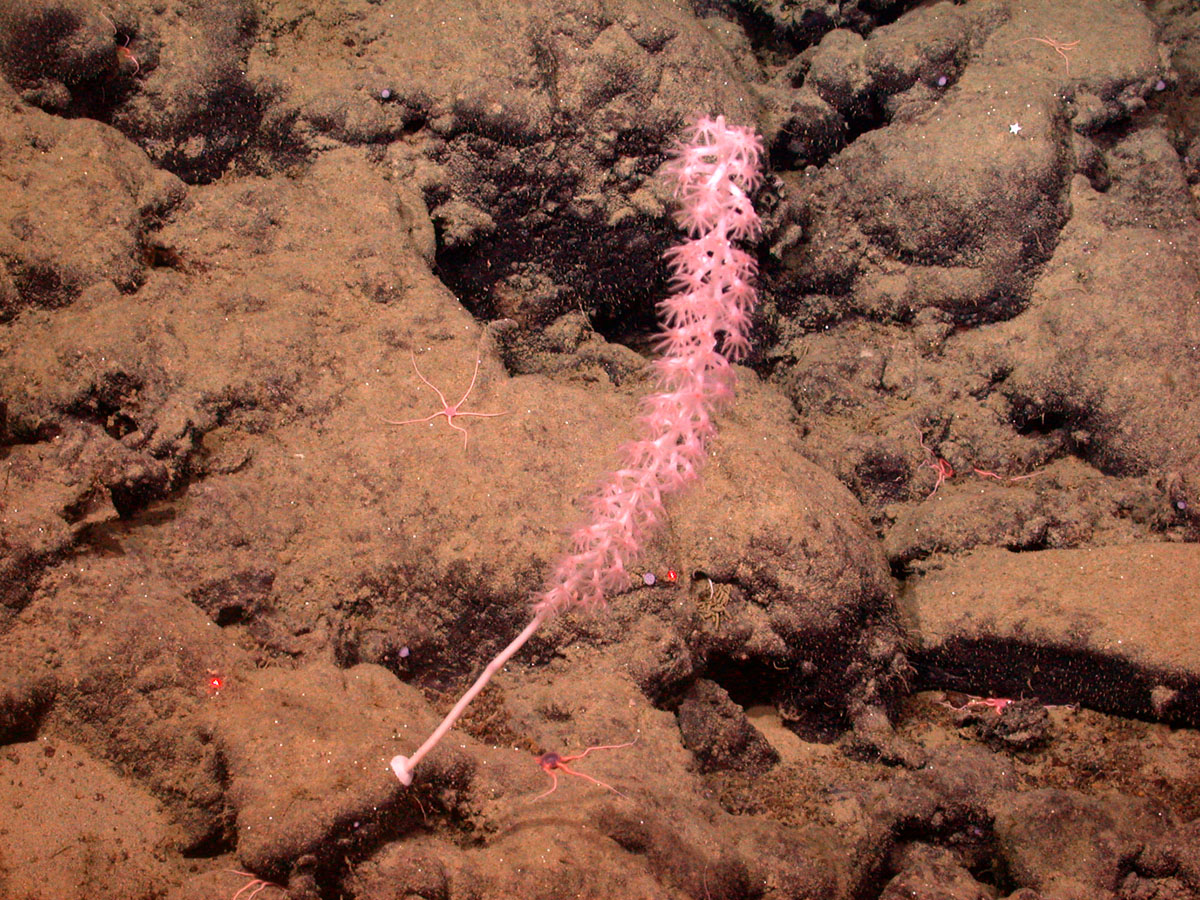
Lepidisis sp. a 2683 m en la montaña marina de Davidson
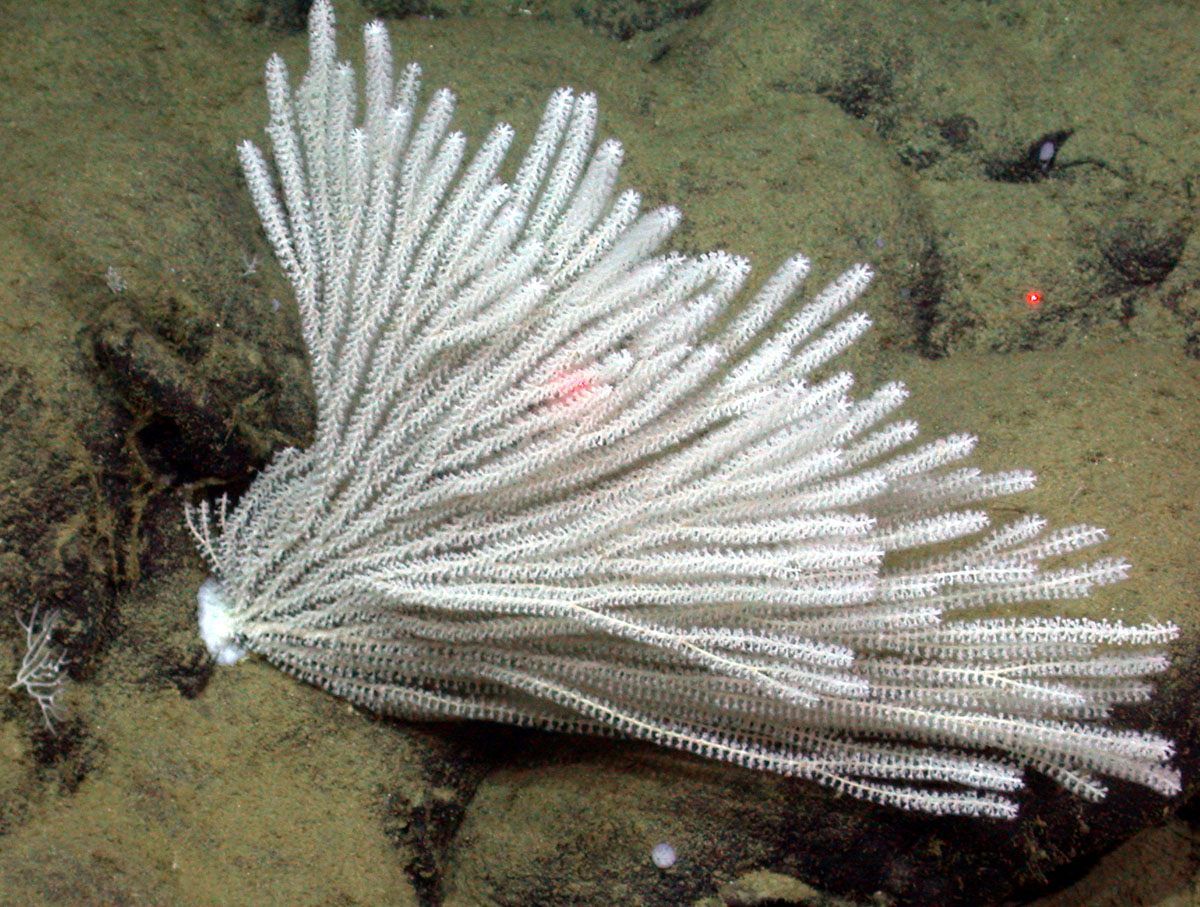
Narella sp..  a 3.079 m en la montaña marina de Davidson
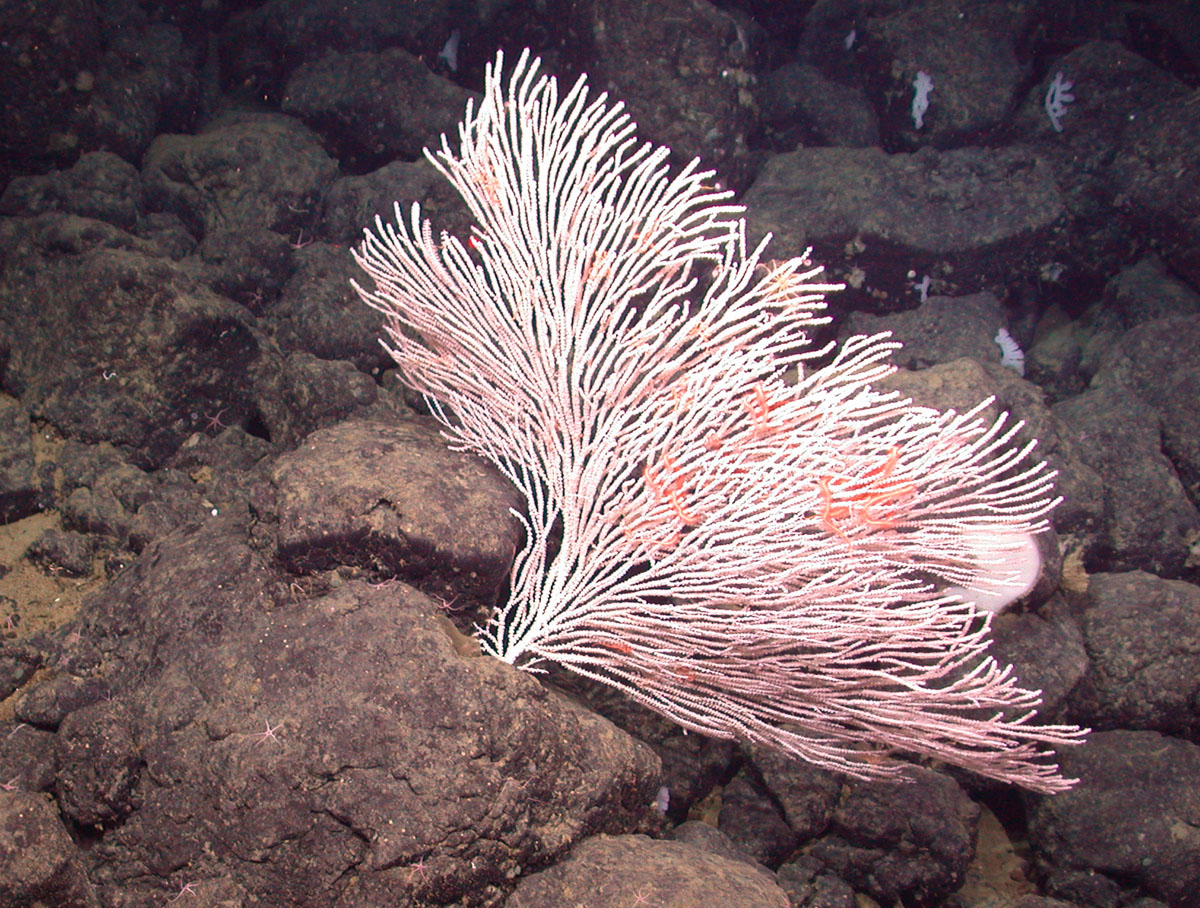
Parastenella sp. a 1922 m en la montaña marina de Davidson
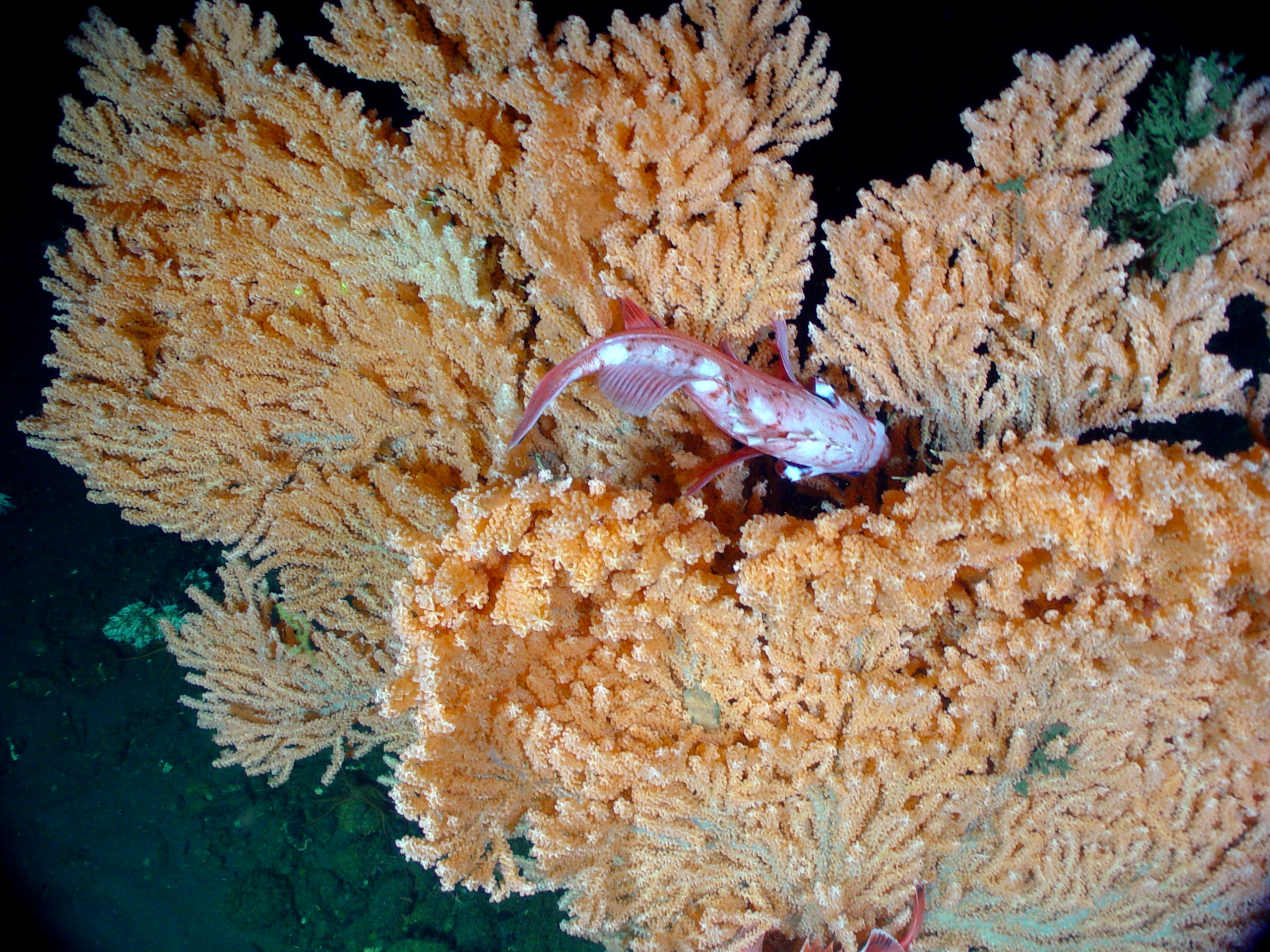
Primnoa pacifica. Washington